# Richard Adama
Richard Adama, all'anagrafe Richard Holt (Long Beach, 8 agosto 1928) è un ex ballerino e coreografo statunitense naturalizzato austriaco, primo ballerino della Wiener Staatsoper dal 1955 al 1961.

## Biografia
Dopo gli studi con Bronislava Fominična Nižinskaja a Los Angeles, nel 1948 fu scritturato da Vasilij Grigor'evič Voskresenskij per i Balletti Russi e dal 1949 al 1954 danzò per il Grand Ballet du Marquis de Cuevas. Nel 1959 fu scritturato dalla Wiener Staatsoper in veste di ballerino principale, diventando il primo (e unico) danzatore statunitense ad essere nominato primo ballerino a Vienna. Apprezzato danseur noble, danzò nei grandi ruoli del repertorio classico e romantico, nonché nelle prime di diversi balletti di Erika Hanka, tra cui Il moro di Venezia (1955), Hotel Sacher (1957) e Medusa (1957). Successivamente si trasferì in Germania, dove fu primo ballerino e assistente di Yvonne Georgi alla Staatsoper Hannover. Qui cominciò anche a dedicarsi alla coreografia, portando in scena una sua Giselle nel 1961.
Negli anni seguenti fu maestro di balletto dalla Bremen Staatsoper (1965-1968) e alla Staatsoper Hannover, ove successe a Georgi nel 1970 e mantenne la carica fino al 1973. In entrambi i teatri portò in scena allestimenti di diversi classici, tra i quali La Sylphide, Il lago dei cigni e Coppélia. Mentre questi allestimenti erano il prodotto di un'accurata ricerca quasi filologica della storia dei balletti (il suo Lago, per esempio, riportava il pas de deux del cigno nero nel primo atto), diede prova di maggior originale nei suoi allestimenti de Il figliol prodigo (1965), Concert Champêtre (1965) e Don Juan (1969). Tornato negli Stati Uniti, insegnò danza al Los Angeles Dance Center e, alla fine degli anni ottanta, si ritirò a Vienna.